# Sebamed

sebamed-Logo

sebamed ist der Markenname der von der Sebapharma GmbH & Co. KG produzierten medizinischen Haut- und Körperpflegemittel. Der Firmensitz der Sebapharma befindet sich im Bopparder Ortsbezirk Bad Salzig. Heinz Maurer erfand in den 1950er Jahren seifenfreie Waschstücke und gründete 1983 das Unternehmen, um diese Hygieneprodukte zu vermarkten.

## Produkte
Produkte sind Hautreinigungs- und Pflegeartikel wie zum Beispiel Duschbäder, Cremes, Lotionen, Haarshampoos und Deodorants.

## Geschichte
Der Arzt Heinz Maurer (1921–2016), der spätere Gründer der Sebapharma, arbeitete 1952 als Assistenzarzt in der dermatologischen Abteilung der Bonner Uniklinik. Die Patienten, die unter Ekzemen litten, durften sich nicht waschen, da durch übliche Kernseife der Säureschutzmantel und somit die Heilungskraft der Haut zerstört wird. Maurer, der in seiner Freizeit im Unternehmen seines Bruders eine seifenfreie Waschemulsion erstellt hatte, die den gleichen pH-Wert wie die menschliche Haut besaß, testete diese an den Patienten. Das verbotene Experiment gelang, jedoch verlor der Stationsarzt, von dem Maurer unterstützt worden war, seine Arbeitsstelle.
Nach weiteren Forschungsarbeiten durch den Koblenzer Chemiker Herbert Manneck ging 1957 das erste seifenfreie „Waschstück“ unter dem Namen Ri in Produktion. Es war so hautschonend, dass auch Hautkranke sich damit ohne Bedenken reinigen konnten. Die Produktion übernahm zunächst Heinz Maurers Bruder Willi, der eine Fabrik an der Villa Belgrano in Boppard hatte, in der er unter anderem Rei in der Tube herstellte. Später übernahm Heinz Maurer diese Werkhallen. Er gründete im Jahr 1967 die Sebamat Chemie GmbH und stellte die ersten sebamed-Produkte her.
Ab 1968 wurde sebamed durch medizinisches Marketing bei Dermatologen, Apothekern, Drogisten und Verbrauchern in Deutschland bekannt und ab 1971 auch exportiert. Im Jahr 1983 gründete Maurer die Sebapharma GmbH & Co. KG, eine Vertriebsgesellschaft, in der die Tochterfirmen Herzpunkt Pharma, Maurer Pharma und Sebamat Chemie GmbH zusammengefasst sind. Ein Jahr später wurden im Bopparder Ortsbezirk Bad Salzig neue Lager- und Fertigungsgebäude errichtet, und bis Ende 1985 zogen die restlichen Unternehmensbereiche aus der Bopparder Innenstadt an den Standort in Bad Salzig. Im Jahr 1984 arbeiteten zirka 150 Personen bei Sebapharma.
Inzwischen sind Sebamed-Produkte in über 80 Ländern, darunter Indonesien und Australien, erhältlich. Heinz Maurer wurde im Jahr 2010 der Verdienstorden des Landes Rheinland-Pfalz für sein unternehmerisches, gesellschaftliches und kulturelles Engagement verliehen. Im Jahr 2012 hatte Sebapharma zirka 200 Mitarbeiter. Er ist Träger der Universitätsmedaille „Bene merenti“ der Universität Regensburg.
Im November 1991 ernannte ihn die Stadt Boppard zu ihrem Ehrenbürger und 1992 erhielt er das Bundesverdienstkreuz. Im Jahr 2002 wurde er beim Weltkongress der Dermatologie in Paris für sein Lebenswerk ausgezeichnet.
Heinz Maurer starb am 22. April 2016. Die Leitung des Familienbetriebes übernahm der Sohn Thomas Maurer.